# 诺阿扬
诺阿扬（法語：Noaillan，法語發音：[nɔajɑ̃]）是法国吉伦特省的一个市镇，属于朗贡区。

## 地理
诺阿扬（44°28'46"N, 0°21'59"W）面积31.8 平方千米，位于法国新阿基坦大区吉倫特省，该省份为法国西南部沿海省份，是法國本土面积最大的省，北起滨海夏朗德省，西临大西洋，南至朗德省，东南接洛特-加龍省，东临多爾多涅省。
与诺阿扬接壤的市镇（或旧市镇、城区）包括：莱奥雅茨、维朗德罗、巴利扎克、勒尼藏、罗阿扬、于泽斯特。

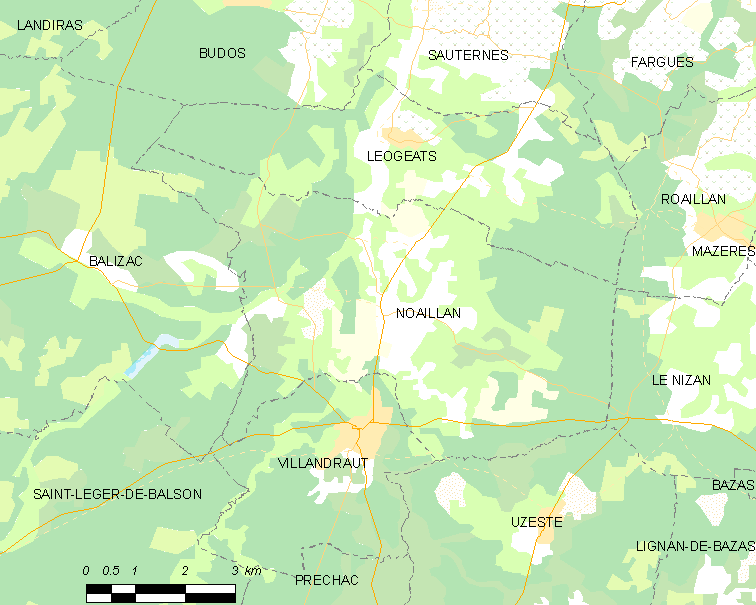
诺阿扬的OSM定位图

诺阿扬的时区为UTC+01:00、UTC+02:00（夏令时）。

## 行政
诺阿扬的邮政编码为33730，INSEE市镇编码为33307。

## 政治
诺阿扬所属的省级选区为南吉伦特县。

## 人口

1962-2008年间诺阿扬人口变化图示

诺阿扬于2022年1月1日时的人口数量为1698人。